# Dubbelbandrenvogel
De dubbelbandrenvogel (Rhinoptilus africanus) is een vogel uit de familie Glareolidae (renvogels en vorkstaartplevieren).

## Verspreiding en leefgebied
Deze soort komt voor in zuidwestelijk en oostelijk Afrika en telt acht ondersoorten:
- R. a. raffertyi: oostelijk en centraal Ethiopië.
- R. a. hartingi: zuidoostelijk Ethiopië en Somalië.
- R. a. gracilis: Kenia en Tanzania.
- R. a. bisignatus: zuidwestelijk Angola.
- R. a. erlangeri: noordwestelijk Namibië.
- R. a. traylori: noordoostelijk Botswana en noordwestelijk Zimbabwe.
- R. a. africanus: oostelijk Namibië, centraal en zuidoostelijk Botswana en noordelijk Zuid-Afrika.
- R. a. granti: westelijk Zuid-Afrika.